# Emilia (Warszawa)
Emilia – osiedle mieszkaniowe w dzielnicy Śródmieście w Warszawie.

## Położenie i charakterystyka
Osiedle Emilia położone jest na stołecznym Śródmieściu, na obszarze Miejskiego Systemu Informacji Śródmieście Północne. Jest usytuowane między ulicami: Świętokrzyską, Emilii Plater, Złotą i aleją Jana Pawła II. Przez jego teren przebiegają ulice: Pańska, Śliska, Sosnowa i Sienna. Zostało zbudowane w latach 1961–1967 według projektu Lecha Robaczyńskiego, Czesława Wegnera, Anny Koseckiej, Jerzego Sobiepana i Stanisława Jankowskiego. Nazwa osiedla pochodzi od nazwy ulicy Emilii Plater. Według niektórych źródeł tworzy wraz z sąsiednim osiedlem Mariańska większe osiedle Emilia-Mariańska.
Powierzchnia osiedla Emilia wynosi 4,2 hektara. W jego skład wchodzi sześć budynków mieszkalnych mających od ośmiu do szesnastu kondygnacji o adresach: ul. Pańska 3, 5 i 7, ul. Śliska 3 i 10 oraz ul. Emilii Plater 47. Łącznie mieszczą one 783 mieszkania przeznaczone dla ok. 2500 osób. Zabudowę mieszkaniową uzupełniały szkoła, przedszkole, budynek służby zdrowia i pawilony handlowo-usługowe. W budynku przy ul. Emilii Plater 47 zaprojektowano zewnętrzną antresolę oraz lokale usługowe na dwóch kondygnacjach. Mieściły się tu m.in. Cepelia, salon Desy i liczne warsztaty rzemieślnicze. Przed frontem zamontowano wolnostojące, przeszklone witryny służące ekspozycji towarów. Na północ od tego budynku powstał niewielki pawilon mieszczący początkowo kawiarnię „Barbara”, a następnie klub jazzowy „Akwarium”. W 1969 roku wybudowano pawilon domu meblowego „Emilia”, który był największym sklepem w Warszawie zaopatrującym mieszkańców w meble.
Do wybudowania zespołu mieszkaniowego niezbędne były wyburzenia pozostałości po przedwojennej zabudowie oraz prowizorycznych zabudowań i warsztatów stanowiących część rejonu nazywanego „Dzikim Zachodem”. Część starszej zabudowy została zachowana, nowe budynki zostały wpasowane pomiędzy kamienice. W zamyśle osiedle miało mieć charakter tymczasowy. Miało zostać docelowo wyburzone, gdyż w miejscu tym zaplanowano tzw. Centrum Zachodnie, które miało być ośrodkiem kultury i administracji z wielkopowierzchniowym sklepem i wysokimi budynkami.
Przed 2001 roku zburzono pawilon, w którym mieściło się „Akwarium” i na jego miejscu powstał wieżowiec hotelu InterContinental Warszawa. Specyficzny kształt budynku, z filarem i wcięciem w jego bryle wynika z konieczności zapewnienia odpowiedniej ilości światła mieszkańcom bloku przy ul. Pańskiej 3. Na przełomie 2016 i 2017 rozebrano pawilon salonu meblowego, także z zamiarem wybudowania w jego miejscu wysokiego budynku.

## Galeria
| - Budowa północnej części osiedla w 1965 roku - Dom Meblowy „Emilia” w 2015 roku - Budynek przy ul. Emilii Plater 47 z widoczną antresolą - Budynek przy ul. Śliskiej 3 otoczony wysoką zabudową |